# Lisk
Lisk はCryptiに従事していたMax KordekとOliver Beddowsによって2016年初めに稼働を開始した分散型ブロックチェーンアプリケーションプラットフォームである。本部をスイスに置き、ドイツ・ベルリンを開発拠点としている。

## 歴史
CryptiよりフォークしたLiskはICOにより14,000BTCを調達した。（これは当時としては2番目に大きな調達額を果たした仮想通貨のクラウドファンディングであった。）　2016年5月24日にメインシステムが稼働し主要取引所での取引が可能となり、取引開始直後はビットコインについで2番目に人気を博した仮想通貨となった。

## ブロックチェーンアプリケーション
Liskの設計思想は基幹のブロックチェーンとは別にサイドチェーン毎にブロックチェーンアプリケーションを構成する。これらサイドチェーンが発展する可能性は膨大で大幅なカスタマイズとを可能にする一方で、ビットコインやイーサリアムといった多くの仮想通貨が直面しているスケーラビリティの問題を解決し、またセキュリティ上の問題があるサイドチェーンがメインチェーンに影響を与えないことが期待されている。

## プログラミング言語
Liskの基幹システムはバックエンドではNodeJS/JavaScriptで記述され、フロントエンドではCSS3/HTML5/JavaScriptを使用して記述されている。

## DPoS
LiskはもともとBitSharesによって作成されたDPoS(Delegated Proof of Stake)アルゴリズムを採用している。 PoS(Proof of Stake)との違いは投票で決定された上位101名の代表者がネットワークを優先的にフォージング（鍛造の意。ビットコインのマイニングにあたる）して管理していることである。
LiskのDPoSは以下の様に機能する。一連の動作は101個のブロックで構成される。101人のアクティブデリゲート（代表者）の各々は動作の1ブロックをランダムに割り当てられてフォージングを行う。一連の動作の完結には約17分(101*10sec)を要する。選択されたデリゲートが割り当てられたブロックをフォージングできない場合、そのブロックのアクティビティは次のブロックに移行する。

### ブロックタイム
Liskネットワークは10秒間隔でブロックをフォージングする。デリゲートが割り当てられたブロックを適切にフォージングできない場合、トランザクションは次のブロックに移動しブロックが10秒延長される。後続のブロックが失われるたびにトランザクションの処理および確認に10秒の遅延が発生する。

### フォージング
Liskは成功したブロックごとに新しいLSKを付与するインフレ型の報酬制度を採用している。1年目の間、フォージングの報酬は1ブロックにつき5LSKに設定されている。3,000,000ブロック（1年毎）ごとのフォージングの報酬は1LSK減り、5年後以降は1LSKとなる。

## 他の仮想通貨との違い
LiskはよくEthereumと比較されるので、その違いに留意することが必要である。

### Ethereumとの違い
LiskとEthereumはどちらもプラットフォーム型の分散型アプリケーションである。（Liskはこれらをブロックチェーンアプリケーションと呼んでいる。）
- アプリケーション言語：LiskはJavascriptを使用するがEthereumは独自言語Solidityを使用。
- アプリケーションのロケーション：Liskはサイドチェーンを使用。Ethereumは現在メインチェーンに格納している。
- エラー処置：Liskはアプリケーションに問題がある場合はそのチェーンのみの影響に留まるが、修正するにはハードフォークが必要となる。Ethereumではアプリケーションはメインチェーン上の仮想マシン(VM)で実行されるためエラーが発生するとトランザクションフィーが浪費されるのみとなる。（VMにバグがない限り。）
- LiskはDPoSを使用しEthereumは現在PoWを使用している。（最終的にPoSに切り替える予定。）
- アプリケーションVM：EthereumアプリケーションはEthereum仮想マシン（EVM）で実行される。LiskにはVMはないが開発中である。

### Cryptiとの違い
LiskはCryptiよりフォークした為しばしば下記の様に比較される。
- データベースがSQLiteからPostgreSQLに変更された。
- 完全にオープンソースであり、GitHub上で開発状況が公開されている。
- すべてのパスフレーズにBIP39が適用されている。
- Cryptiの開発は停止しているようであるがLiskは活発な開発を継続している。